# أحداث الأمن المركزي

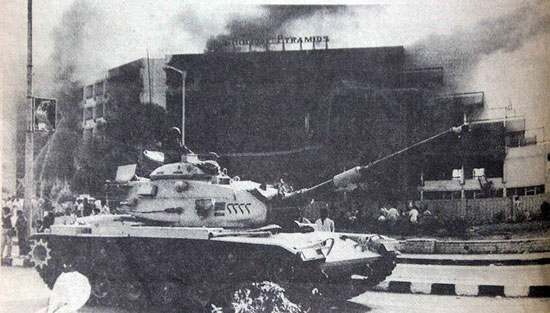
دبابة في القاهرة عام 1986 في أحداث الأمن المركزي

أحداث الأمن المركزي أو  انتفاضة الأمن المركزي هي أحداث وقعت في 25 فبراير 1986م تظاهر عشرات الآلاف من مجندي الأمن المركزي في معسكر الجيزة بطريق الإسكندرية الصحراوي احتجاجًا على سوء أوضاعهم وتسرّب شائعات عن وجود قرار سري بمد سنوات الخدمة من ثلاث إلى أربع سنوات.
استمرت حالة الانفلات الأمني لمدة أسبوع أُعلن فيها حظر التجول وانتشرت قوات الجيش في شوارع القاهرة واعتقل العديد من جنود قوات الأمن المركزي وبعد انتهاء هذه الأحداث واستتباب الأمن تم رفع حظر التجوال وأعلن عن إقالة اللواء أحمد رشدي وزير الداخلية آنذاك وعزل العديد من القيادات الأمنية واتخذت العديد من القرارات لتحسين أحوال الجنود والحد من أعدادهم ونقل معسكراتهم خارج الكتلة السكنية كما اتخذت قرارات بتحديد نوعية الجنود الذين يلتحقون بالأمن المركزي مستقبلًا.

## الأحداث
بدأت الأحداث في منطقة الأهرامات مساء يوم الثلاثاء 25 فبراير 1986 وتطورت على نحو واسع. انطلقت الأحداث من معسكرين من معسكرات الأمن المركزي يقع أولهما على الطريق بين القاهرة والفيوم، ويقع الثاني على الطريق بين القاهرة الإسكندرية. ففي السادسة من مساء ذلك اليوم بدأ ثمانية آلاف جندياً مظاهرات احتجاجية بعد أن ترددت بينهم أنباء تفيد بأنه تقرر مد فترة التجنيد الإجباري لأفراد الأمن المركزي من ثلاثة سنوات إلى أربع سنوات، وأن تخفيضًا صغير سوف يلحق بمرتبات الجنود وتطورت الأحداث بعد ذلك شاملة ستة معسكرات مختلفة.
كان الوضع خارج القاهرة أقل حدة بكثير، حيث انحصرت انتفاضة الجنود في القليوبية والإسماعيلية وسوهاج داخل المعسكرات، واستطاعت قوات الجيش أن تحاصرهم وتنزع أسلحتهم بسهولة. كان الاستثناء الوحيد في أسيوط حيث كانت الأحداث أشد عنفاً. ويقال أن محافظ أسيوط آنذاك زكي بدر (الذي أصبح وزيرا للداخلية بعد ذلك) قد فتح الهويس (القناطر) في أسيوط للحيلولة دون وصول جنود الأمن المركزي من معسكرهم في البر الشرقي الذي أحرقوه وخرجوا منه وذلك علي غرار حادثة كوبري عباس الشهيرة.[بحاجة لمصدر]
استخدم الجيش الطائرات لضرب جنود الأمن المركزي، ويوضح ما حدث في أسيوط خوف السلطة من تكرار ما حدث عام 1981 عندما استطاعت الجماعات الإسلامية المسلحة الاستيلاء على القسم والسيطرة علي المدينة، فالجماعات الإسلامية كانت لا تزال متواجدة بكثافة في أسيوط آنذاك.[بحاجة لمصدر]